# Silopi (district)
Silopi is een Turks district in de provincie Şırnak en telt 96.690 inwoners (2007). Het district heeft een oppervlakte van 730,3 km², de meerderheid van de bevolking is Koerdisch.
De bevolkingsontwikkeling van het district is weergegeven in onderstaande tabel.
| 1997   | 2000   | 2007   |
| ------ | ------ | ------ |
| 60.112 | 75.192 | 96.690 |

Beytüşşebap · Cizre · Güçlükonak · İdil · Silopi · Şırnak · Uludere